# 鳥潟右一

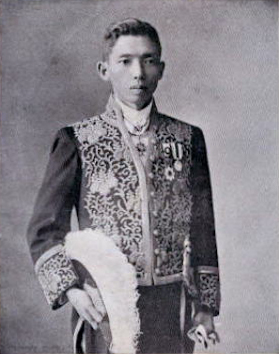
『無線と実験』 第1巻第3号の表紙に使われた鳥潟右一の肖像

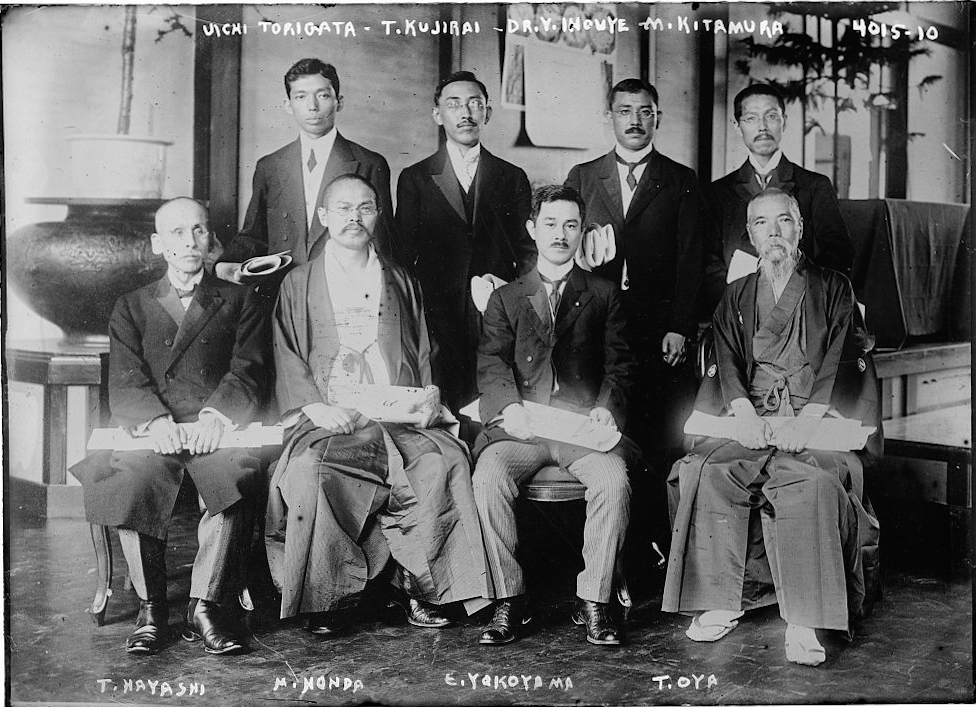
後列左端が鳥潟。隣が鯨井恒太郎、後列右端が北村政治郎。前列右から2人目が横山英太郎

鳥潟 右一（とりかた ういち、1883年4月25日 - 1923年6月6日）は、日本の工学者。明治から大正期の通信工学の権威である。無線電話機の発明に成功し、逓信省電気試験所長をつとめた。工学博士。

## 生涯
秋田県北秋田郡花岡村（現大館市）で酒造業を営む鳥潟平治の長男として生まれる。旧制第一高等学校を経て、1906年東京帝国大学工科大学電気工学科を卒業。逓信省電気試験所に入所し、通信工学（特に無線通信）の研究に従事。当時、無線通信で主流であった「コヒラー検波器」は、通信距離が短いうえに安定しない問題があったが、1908年「タンタラム検波器」、1909年「鉱石検波器」を発明し、飛躍的に無線通信機の性能を向上させた。1912年横山英太郎、北村政治郎ともに、TYK無線電話機を発明し、実用無線電話の先端を切る。1915年工学博士。1917年無線通信の双方向通話に成功した。その後、1920年電気試験所長となり、電力線を利用した通信方法である電力線搬送通信等の研究開発を行った。数々の研究実績は、現代の通信技術の基礎となっている。1923年40歳の若さで他界した。なお、没日は同年6月5日という説もある。

## 家族
- 父・鳥潟平治 - 酒造業。
- 母・小林イク - 小林多喜二の親戚。
- 伯父・鳥潟恒吉（1856-1914） - 大分県立病院院長。東京医学校卒[8]。
- 妻・九梅（1889年生） - 漆間民夫の長女[9]。

## 栄典
位階
- 1923年（大正12年）6月6日 - 従四位・正四位

勲章
- 1923年（大正12年）6月6日 - 勲二等瑞宝章